# Абхая
Абхая (синг. අභය; там. அபயன்) — правитель царства Тамбапанни. Выбран на эту должность своими младшими братьями после смерти их отца, Пандувасдевы. Неизвестно, были ли у Абхая дети, но после смерти трон унаследовал его племянник, Пандукабхая. В 454 г. до н. э. против Абхая совершили заговор его родные братья. Заговор удался, и следующим царём выбрали Панбукабхая, но он был слишком юн для управления государством, потому в качестве регента страной управлял брат Абхая, Тисса. Однако Тисса решил полностью захватить власть, что ему и удалось. Тисса продержался у трона двадцать лет, пока его не сверг изначально назначенный наследник, Пандукабхая.